# Edward Joris
Edward Joris (1876–1957), nacido en Amberes, fue un anarquista belga flamenco involucrado en el atentado con bomba de 1905 en Constantinopla, que tenía como objetivo asesinar al sultán Abdul Hamid II, responsable de las masacres hamidianas, conocido como el atentado de la mezquita Yıldız.
A través de su anarquismo, muestra interés en el anticolonialismo y se une al intento después de encontrarse con dos líderes de la Federación Revolucionaria Armenia, Vramshabouh Kendirian y uno de los fundadores de la organización, Christapor Mikaelian, a quienes Joris les ofrece su casa y ayuda a los conspiradores.
Joris es condenado a muerte, lo que provoca un importante movimiento de protesta en Bélgica, tanto entre valones como flamencos, que se compara con el Caso Dreyfus en Francia, con numerosas intervenciones políticas a favor de su liberación. Los partidarios de su liberación son llamados "Jorisards" y, mientras están en contacto con los Dreyfusards franceses, logran obtener su liberación presionando a las autoridades francesas y belgas.
Edward Joris es repatriado a Bélgica algunos años después. Fallece en 1957 en Amberes.

## Biografía

### Juventud y migración en el Imperio Otomano
Nace en Amberes en 1876; su padre fallece cuando tiene solo cuatro años.
Joris abandona la escuela a los 13 años y trabaja como empleado en envíos. Se involucra en política alrededor de los 19 años y se convierte en secretario de la rama local del Partido Obrero Belga, un partido socialdemócrata, de 1895 a 1898, así como de un sindicato. Contribuye al periódico anarquista Ontwaking bajo el seudónimo de Edward Greene, defendiendo una posición anarco-sindicalista.
En 1901, viaja a Constantinopla, donde es brevemente empleado para escribir correspondencia comercial en francés e inglés. Joris luego encuentra trabajo en la compañía de máquinas de coser Singer. En 1902, su prometida, Anna Nellens, se une a él en Constantinopla, y se casan a pesar de algunas reservas por parte de él. El 14 de agosto de 1902, Joris es despedido por su empleador y encuentra nuevo empleo a fines de ese año en una empresa de costura en Constantinopla.

### Intento de la mezquita Yıldız
En ese momento, Edward Joris conoce a un colega llamado Vramshabouh Kendirian, apodado Vram. Este le presenta a uno de los líderes de la Federación Revolucionaria Armenia (FRA), Christapor Mikaelian, representante de la rama marxista de la FRA. En 1904, en un congreso anual, la organización decide asesinar al sultán Abdülhamid II en respuesta a las masacres hamidianas. Joris alberga a dos conspiradores en su casa, que sirve como lugar de encuentro para discutir y almacenar explosivos y armas de fuego. Tanto Vramshabouh Kendirian como Christapor Mikaelian mueren en 1905 en Sofía, Bulgaria, mientras experimentan con artefactos explosivos.
El pasaporte de Joris se encuentra en el cuerpo de Kendirian, y Joris dice estar muy triste por la muerte de este, a quien califica como un "muy buen amigo". En total, 39 personas están involucradas en el complot, incluyendo a su esposa, Anna Nellens, y la hija autoproclamada de Christapor Mikaelian, Nadedja Datalian.
Joris permite que la organización evite las aduanas y facilite el paso del carro que llevará los explosivos a través de las aduanas desde Viena. Los explosivos, 140 kilogramos de ácido pícrico, son transmitidos por marineros búlgaros.

El intento de la mezquita Yıldız ocurre el 21 de julio de 1905, matando a 26 personas e hiriendo a 58, pero sin herir al propio sultán. Joris es arrestado seis días después. Es llevado a juicio el 25 de noviembre y condenado a muerte el 18 de diciembre. Su esposa también es condenada a muerte, pero en rebeldía, ya que logra escapar antes de ser capturada por la policía otomana. Habla durante su juicio y declara:
Hace aproximadamente un año antes del atentado, leí un manifiesto para los pobres armenios en el periódico parisino Pro-Armenia. Esto me afectó profundamente. Era mi deber ponerme a disposición del comité armenio. Así fue como llegué a Constantinopla.

### Contestación, Jorisards y liberación
Mientras Joris está encarcelado esperando su ejecución, surge un importante movimiento de protesta en Bélgica para respaldarlo. Sus miembros, también llamados los "Jorisards", exigen su liberación inmediata y son comparados con los Dreyfusards de Bélgica. Son apoyados en parte por prominentes Dreyfusards, como Georges Clemenceau, quien publica la carta de uno de sus líderes, Georges Lorand, un diputado progresista valón y líder de los Jorisards, en L'Aurore. La Liga de Derechos Humanos en Francia también manifiesta su apoyo para la liberación de Edward Joris. El movimiento supera rápidamente el simple círculo anarquista de Amberes y se extiende a toda la sociedad belga, principalmente entre las élites intelectuales socialistas y de izquierda, y reúne tanto a valones como a flamencos.
Debido a la presión diplomática de Bélgica y Francia, la pena no se ejecuta. Un comité de apoyo es establecido por intelectuales de izquierda en Bélgica para mantener la presión sobre el gobierno belga para que trabaje en su liberación. Joris permanece en prisión hasta el 23 de diciembre de 1907 y luego es repatriado a Bélgica. Sus cartas desde la prisión forman la base de un libro posterior sobre su implicación en el intento.
Después de su regreso a Bélgica, Joris trabaja como librero y es secretario de la rama de Amberes de la Liga de Derechos Humanos. Después de la Primera Guerra Mundial, es declarado culpable de apoyar la Flamenpolitik de las fuerzas de ocupación de Guillermo II y se refugia en los Países Bajos. Regresa a Bélgica después de una amnistía en 1929 y trabaja como agente publicitario independiente. Muere en 1957.

### El anarquismo de Joris y el movimiento nacional armenio
La cercanía entre un anarquista internacionalista y el movimiento de liberación nacional armenio ha sido objeto de interrogantes, pero Maarten Van Ginderachter considera que en ese momento, los autores anarquistas como Bakunin o Proudhon estaban abiertos a la defensa de pequeños movimientos nacionales anticoloniales, como las reivindicaciones de la Federación Revolucionaria Armenia. El historiador declara así:
"El mejor amigo de Joris, Resseler, menciona explícitamente Armenia en septiembre de 1901 como un ejemplo de violencia burguesa-capitalista hacia los trabajadores: 'Toda nuestra sociedad burguesa se basa en la violencia: todos los gobiernos queman y matan en el Transvaal, en China, en el Congo, en Java, en Cuba y en las Filipinas, en Armenia', lo que es un buen ejemplo del marcado interés de los anarquistas en el antiimperialismo y el anticolonialismo."
"No hay una contradicción teórica o práctica evidente entre el socialismo (ya sea anarquista o reformista), el nacionalismo (ya sea cultural o político) y el internacionalismo. En general, los anarquistas se sentían más atraídos por las luchas anticoloniales en el Tercer Mundo que los marxistas. En una carta no fechada desde su prisión en Constantinopla, declara haber dicho ante el tribunal: 'El universo entero es mi patria, toda la humanidad es mi familia y todos los que sufren son mis hermanos. No reconozco ninguna frontera.' Al mismo tiempo, sin embargo, Joris cree claramente en la existencia de pueblos distintos que tienen cualidades nacionales específicas. Sus escritos sobre Armenia son un buen ejemplo de ello."